# Palau de la Generalitat Valenciana
El Palau de la Generalitat Valenciana, a la ciutat de València, és la seu de la Generalitat Valenciana, segons que estableix l'Estatut valencià en el seu títol I, article 5.1. El Palau de la Generalitat de València, igual que el de Catalunya, és un dels pocs edificis d'origen medieval a Europa que es manté com a seu del govern i de la institució que el va construir, la Generalitat del Regne de València.
Aquest edifici és ple de simbolisme per als valencians, entre altres motius perquè, malgrat segles de contingències històriques i polítiques, hui dia continua sent, juntament amb les Corts Valencianes, el símbol de la unitat i de la identitat valencianes.
Monument historicoartístic des del 1931, és un dels edificis més reeixits de la ciutat, elaborat a base de materials locals, com ara pedra de Godella i Rocafort, taulells de Manises i Paterna, marbres del Buixcarró i fusta tallada dels boscs autòctons.

## La Generalitat

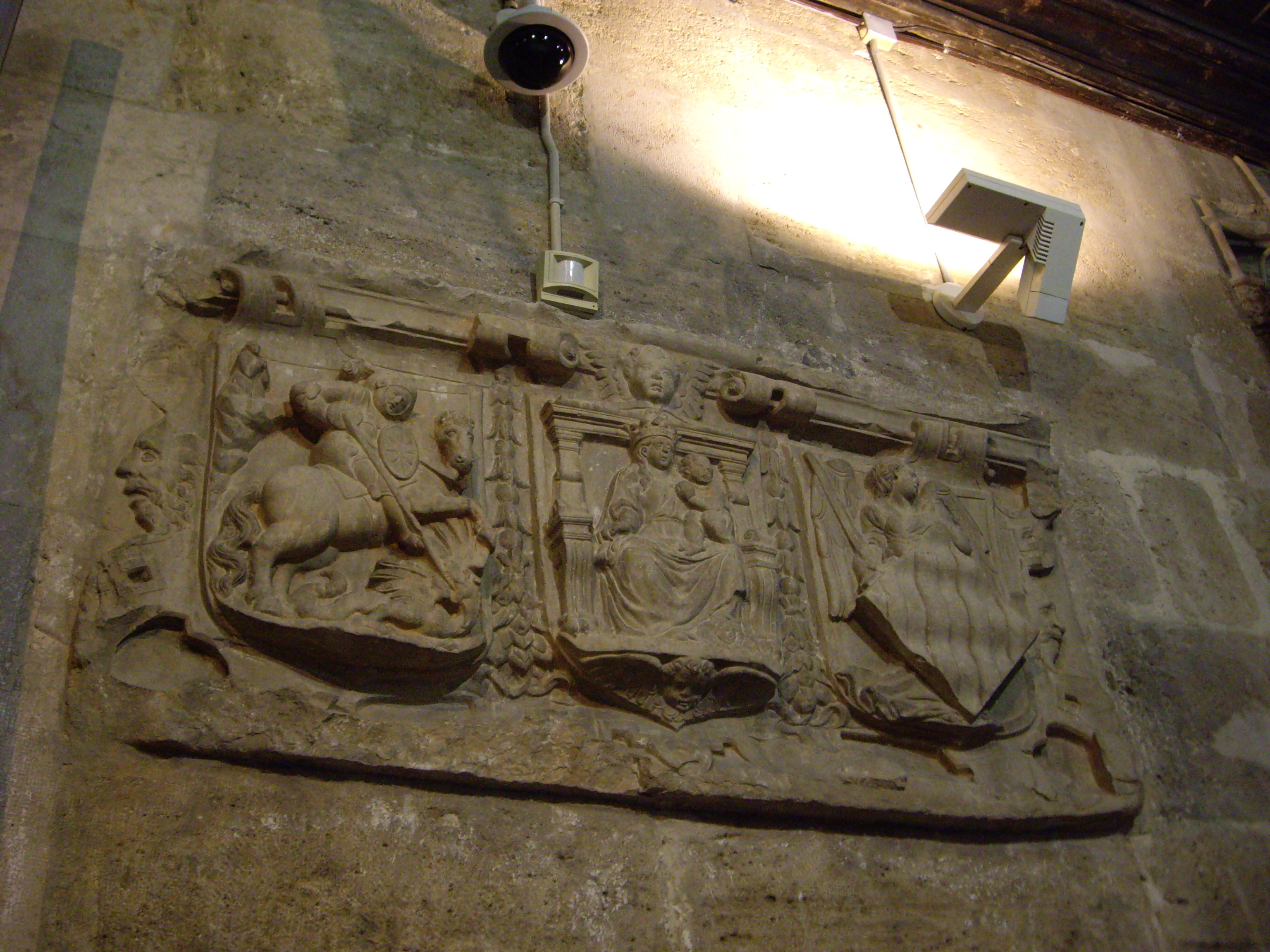
Emblema històric de la Generalitat del Regne de València. Escultura en pedra del pati del Palau de la Generalitat de València

La Generalitat o Diputació General era una comissió delegada de les Corts Valencianes creada l'any 1361. Es feia càrrec de la gestió i administració dels donatius i impostos oferts pels tres braços integrants de les Corts (eclesiàstic, militar i civil) a la Corona. Per generalitats (o compartiments) eren coneguts els imposts indirectes creats en les Corts de Montsó. La precària situació econòmica de la Corona a principi del segle xv portaria a la consolidació d'aquest tipus d'impostos, fet que comportà la fixació d'una institució encarregada d'administrar-los, que seria la Generalitat, els membres de la qual eren anomenats diputats.
El 1403, les Corts Valencianes van nomenar trenta-dos diputats (huit en representació del rei, el braç civil, el militar i l'eclesiàstic, respectivament) per a la Generalitat, amb el fi de legislar sobre qüestions que les Corts consideraven menors. El 1418, Alfons el Magnànim convertí la Generalitat del Regne de València en òrgan d'administració dels fons del regne i en el màxim representant d'aquest en absència de Corts. Tres anys després començà la construcció del palau.
L'antic emblema de la Generalitat, omnipresent arreu del palau, era format per sant Jordi, representant l'estament militar i nobiliari, la Mare de Déu, del braç eclesiàstic, i l'Àngel Custodi, de les ciutats i viles reials. Hui aquest emblema és el de les Corts Valencianes, i per a la Generalitat s'empra l'heràldica del rei Pere el Cerimoniós, que consta d'un escut quadribarrat inclinat cap a la dreta, acompanyat d'un elm de plata coronat, un mantellet en atzur, una creu paté curvilínia i, al capdamunt, un drac alat.

Emblema actual de la Generalitat Valenciana

## Ús i funcions
El palau s'inicià el 1421 amb el fi d'albergar la mateixa entitat que hui acull i que li dona nom, la Diputació General o Generalitat del Regne de València, màxima institució foral dels valencians des del 1418.
Després de la Guerra de Successió, el rei Felip V de Borbó abolí els furs (1707) i l'edifici en perdé la funció. L'edifici albergà l'Audiència Territorial del 1751 al 1923, any en què s'instal·là la Diputació Provincial. Després de l'adveniment de la democràcia actual i la recuperació de les institucions valencianes, tornà a ser seu de la Generalitat, i símbol de la unitat i la identitat valenciana. El 1978, acollí una altra vegada el Consell i les Corts, però el 1984 aquestes foren traslladades al Palau de Benicarló i l'edifici quedà exclusivament per al Consell de la Generalitat Valenciana.

## Ubicació

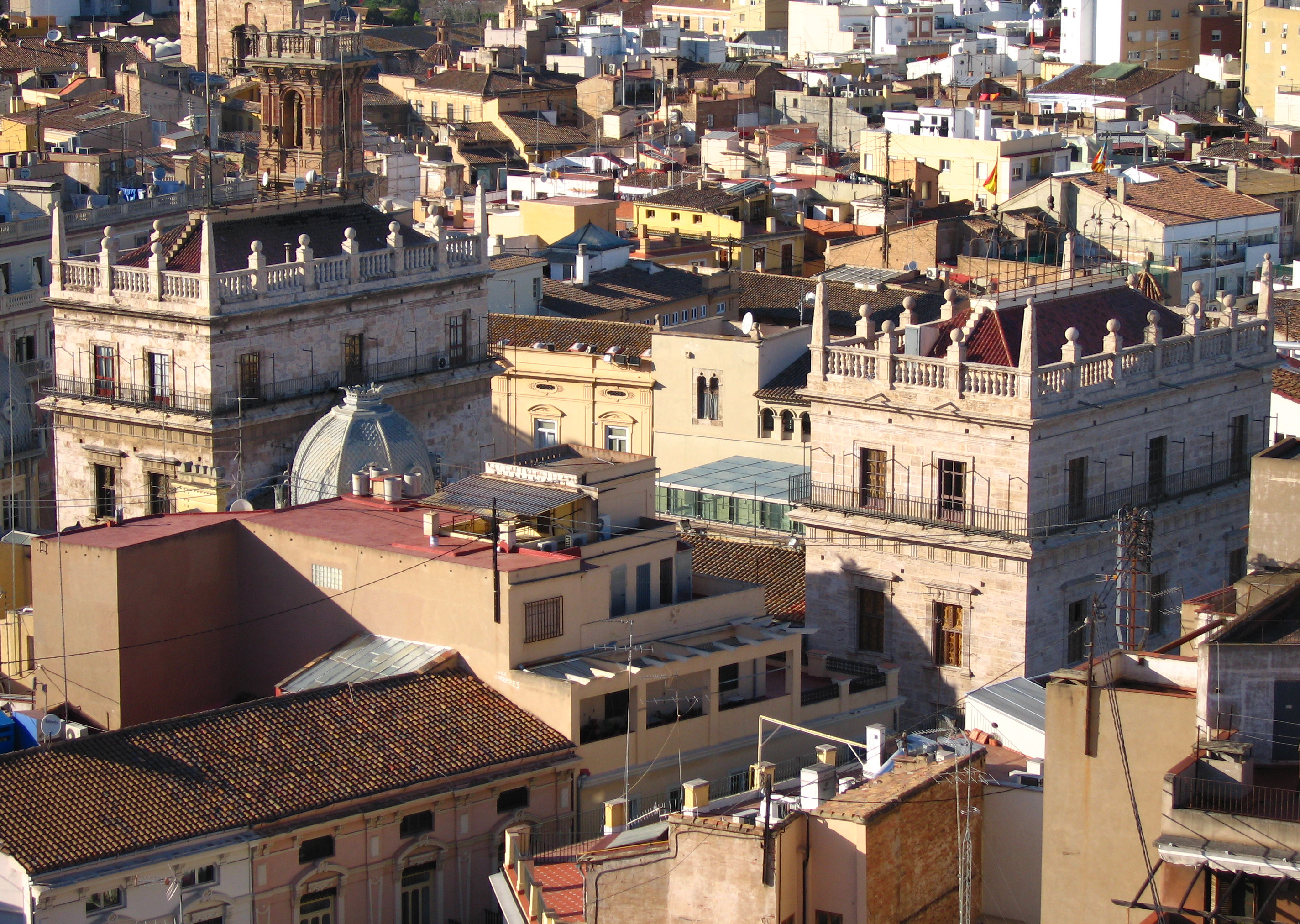
Vista del Palau de la Generalitat des del Micalet

L'edifici està format per un gran rectangle, en els costats menors del qual s'alcen dues torres també rectangulars, l'una del segle xvi i l'altra del xx, de més alçada que el cos central de l'edifici (segle xv). Les façanes miren als carrers següents:
- Façana sud: carrer de Cavallers.
- Façana oest (torre segle xx): plaça de Manises, on es troba la que hui és l'entrada principal al palau.
- Façana nord: plaça de Manises i carrer de la Batlia.
- Façana est (torre segle xvi): plaça de la Mare de Déu, de la qual resta separada per un jardí, on abans s'ubicava la Casa de la Ciutat, la qual fou enderrocada després de l'incendi que patí el 1885.

El palau es troba al barri de la Seu, a poques passes de la catedral de València, del Micalet i de la Basílica dels Desemparats.

## L'edifici

### Cos central (1481-1541)
Construït en estil gòtic tardà per Pere Comte i Joan Guivarró, la part més antiga és la portada del carrer de Cavallers (1481), i la més moderna, però encara gòtica, són els arcs de la galeria superior (1541). Es distribueix com un palau gòtic mediterrani, amb pati descobert (coberta envidrada en els anys noranta pel president Zaplana), escala d'honor, semisoterrani i tres pisos: entresol, pis principal i galeria.
La façana que mira al carrer de Cavallers presenta:
- porta d'accés amb dovella de mig punt, que porta al pati;
- entresòl, amb sis finestres rectangulars motlurades;
- pis principal, amb sis finestres gòtiques trilobades amb fines columnes;
- galeria, amb setze finestres per davall del ràfol de fusta;
- teulada a dues vessants, en contrast amb les quatre de la torrassa primitiva.

La façana que mira a la plaça de Manises té:
- porta d'accés amb dovella, en línia amb l'anterior, que també du al pati;
- entresol, amb set finestres rectangulars motlurades;
- pis principal, amb huit finestrals gòtics trilobats amb fines columnes;
- galeria, amb vint-i-tres finestres per davall del ràfec de fusta.

Al pati descobert, destaca l'escala d'honor del 1551, de Joan Corbera, que picà la pedra fins a assolir una barana tallada de pinacles i motlures, que deixen veure els nervis de l'obra. Aquesta joia del gòtic flamíger està formada per dos trams en angle recte units per un replanell. En el mateix pati, hi ha un fumeral de bronze de Marià Benlliure (1899) i una escultura d'un ballester del Centenar de la Ploma, de Salvador Furió.
Des del pati, s'accedeix per una escala menor a la torrassa antiga, i per l'escala d'honor al pis principal, en el replanell d'accés a la qual hi ha una doble porta formant un angle de 90°, sobre el qual s'aprecia, sobre un arc, l'antic emblema de la Generalitat, i sobre un altre dos bustos cisellats enfrontats, possiblement Ferran el Catòlic i Germana de Foix.

### Torrassa antiga (1518-1585)

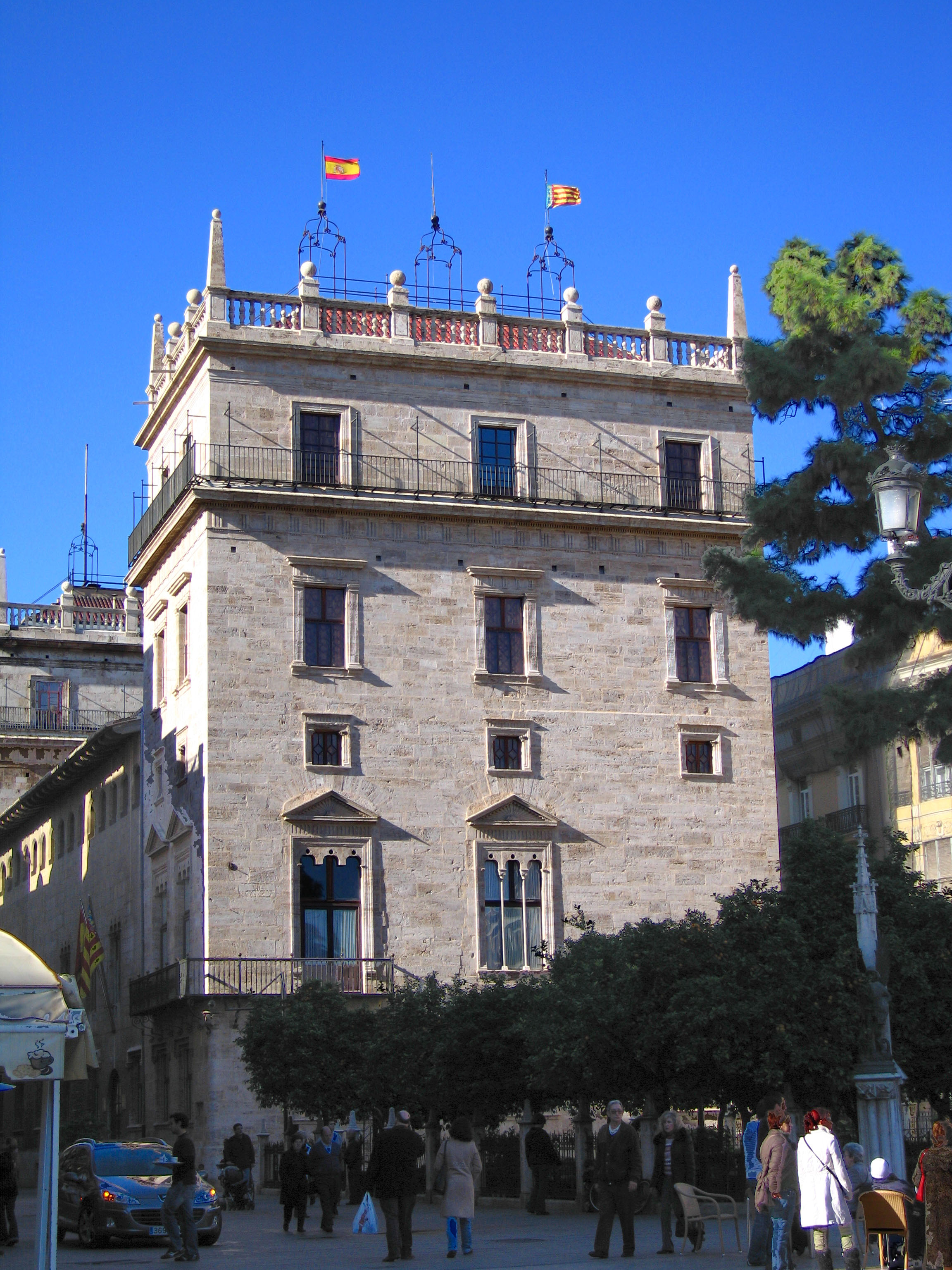
Torre antiga des de la plaça de la Mare de Déu

S'hi va alçar juntament amb el cos de l'edifici central una gran torrassa, que mira a la plaça de la Mare de Déu, projectada pel mestre Montano i executada amb grans dificultats, ja que les obres es van suspendre per diverses causes i es van rectificar dels plànols originals. Aquest llarg procés va influir en la diversitat d'estils en la construcció, perquè fou començada en estil gòtic, continuada en el Renaixement i rematada en herrerià.
La torre consta de cinc pisos. Els tres primers són obra de Joan Corbera, que també participà en les obres del Consolat de Mar, i els dos últims de Gaspar Gregori. Els finestrals de l'entresòl segueixen el mateix esquema que els del cos central. En el pis principal, els arcs gòtics són rematats per l'afegit del frontó triangular renaixentista. El balcó escairat corregut es va construir perquè les autoritats pogueren tindre una perspectiva de la processó del Corpus. El remat de la torre, d'estil herrerià, està coronat per una cornisa i balustrada de pedra completada amb boles al llarg del seu recorregut i amb pinacles als cantons.

### Torre Moderna (1940-1952)
La torrassa bessona, de Lluís Albert Ballesteros, que mira a la plaça de Manises, és una còpia historicista de l'antiga. Aparentment és bessona de l'antiga, però no té balcó corregut i la disposició de finestres i finestrals és completament regular, a diferència de l'antiga.
Fou a partir del 1940 quan la Diputació Provincial de València va començar a expropiar totes les cases que calien per alçar la nova torrassa. Per a la construcció d'aquesta segona torre, es va utilitzar la mateixa pedra que havia estat emprada per a la primera, a fi d'igualar-ne l'estètica, amb un resultat molt satisfactori. En la torrassa nova hi ha l'actual porta d'accés a l'edifici, de mig punt amb dovella i escut amb les barres d'Aragó.
Les pedres de carreuat emprades en la construcció de la nova torre procedien de l'antic palau dels Comtes d'Alaquàs (o palau dels Aguilar), construït al segle XVI, afectat per un bombardeig aeri el 1937 i enderrocat el 1946.

### Sala Daurada (1517-1538)

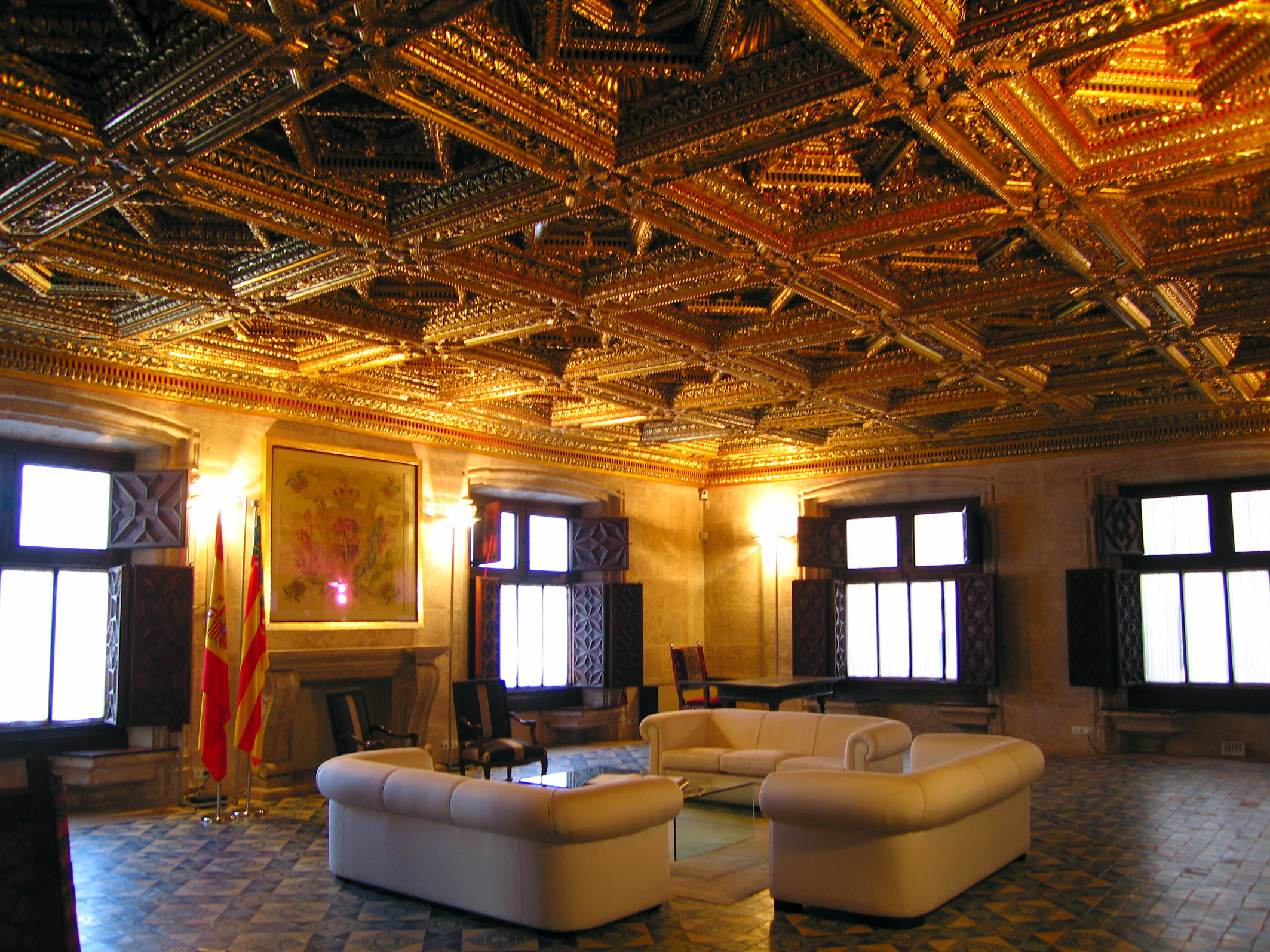
Sala Daurada gran

L'escala de la dreta del pati dona accés a la torre antiga, on es troba la Sala Daurada Gran i la Sala Daurada Menuda o Retret. La gran va tindre com a funció la de sala de reunió extraordinària, i de vegades presó de nobles, mentre que la menuda era sala de juntes comunes o de cada dia.
El més característic d'aquestes és el teginat daurat del qual prenen el nom. A la Gran, el teginat daurat estableix una relació d'igualtat entre la simetria renaixentista i el gust mudèjar. Cada cassetó porta en el seu interior una altra figura en forma romboidal que, al seu torn, inclou un octògon amb un floró central penjant. Tot això treballat amb el minuciós tall mudèjar, però esguitat ja pels més característics motius renaixentistes, com són les fulles d'acant, bustos, fresa, cards i denticles. Aquesta obra, feta pel mestre Genís Llinares el 1534, fou policromada en or per Joan Cardona.
Al teginat de la sala menuda, hi ha un canvi en la distribució geomètrica, ja que els cassetons estan formats per octògons simètrics que donen l'aparença de figures triangulars i quadrades, adornats per roleus vegetals, denticles, florons penjants i una gran varietat de medallons amb caps humans i dracs. La profunditat i complicació en els cassetons de la sala menuda és major, enfront de la monotonia de la gran. També és obra de Genís Llinares i del seu fill Pere Llinares Blasco, que la conclouria a la mort de son pare.

### Sala Vella (1481-1494)
Ha tingut usos molt diversos, i en l'actualitat s'hi celebren les sessions plenàries del Consell de la Generalitat Valenciana. Hi destaca per la policromia del seu teginat, del mestre ebenista Antoni Peris Alterol, i per la portada de pedra picada, atribuïda a Pere Comte, que serveix d'accés des del pati gòtic.

### Escrivania (1565-1585)
El 1565, es decidí utilitzar com a escrivania, per falta d'espai, la sala ubicada sobre la sala Nova i que encara estava sense ús. A aquesta sala, s'hi accedia per l'escala de caragol (situada al costat de l'entrada a la sala Nova). L'armariat de l'escrivania és un dels conjunts més importants de l'ebenisteria valenciana, obra de Gaspar Gregori. L'obra s'acabà el 1585, any en què és conclosa i acceptada.

### Sala de Reis (1511-1592)

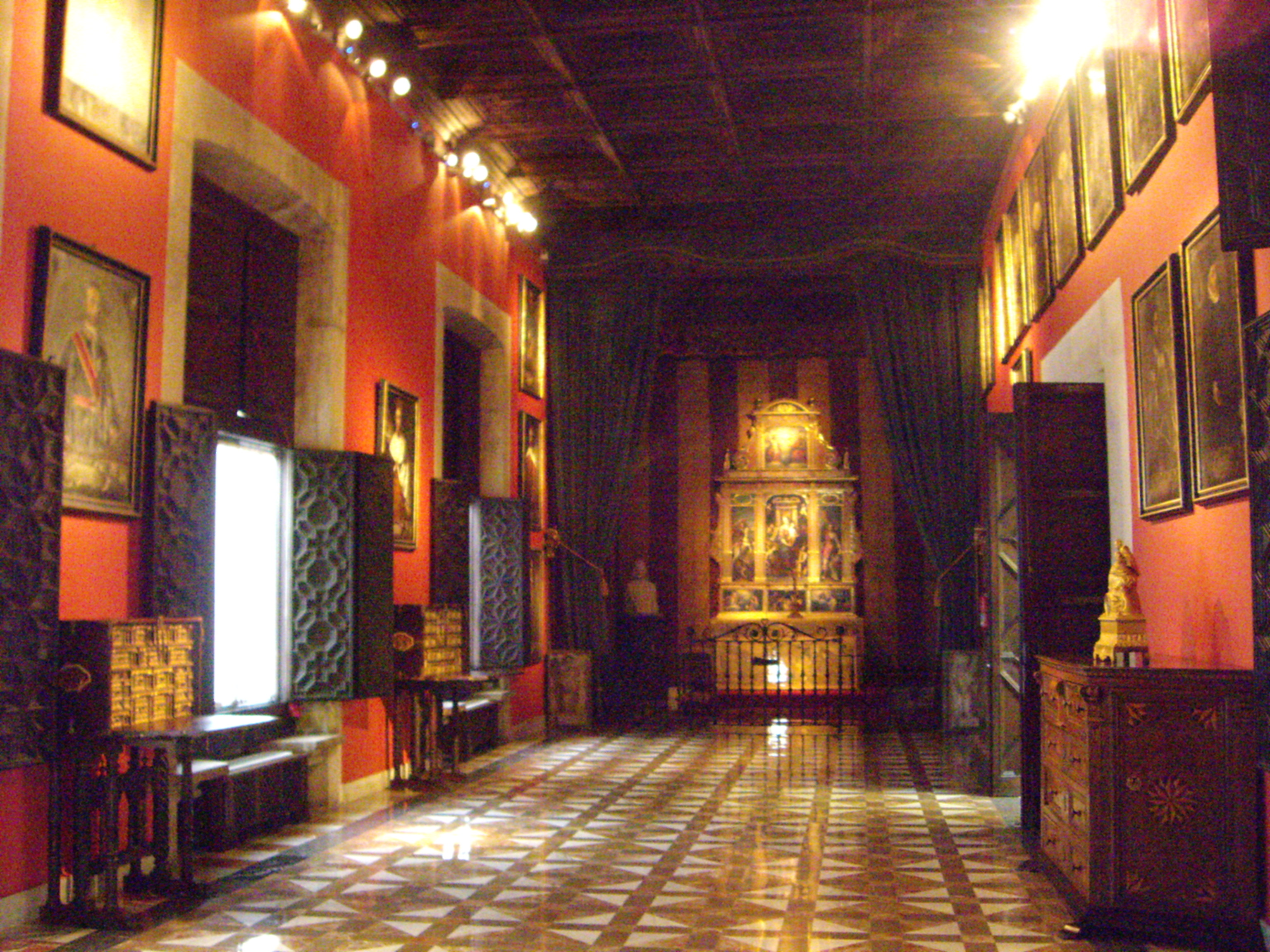
Sala dels Reis

En el pis principal, trobem la Sala d'Honor, a la qual s'accedeix des de la porta frontal del pati, i on antigament es feien reunions especials de jurament i que requerien un cert protocol. En travessar l'arc mixtilini de l'esquerra, s'accedeix a una de les estances més importants del palau: la de Reis, que pren la seua denominació per la sèrie de retrats (començats al segle xvii per Pau Pontons), majoritàriament imaginaris, dels reis que van governar el Regne de València, des de Jaume I fins a Alfons XIII. La sala s'alça sobre la crugia de bigues del vestíbul i aguaita el carrer de Cavallers a través dels seus quatre finestrals partits per fines columnes. La construcció de l'estança, iniciada el 1511, es deu a Joan Mançano. El teginat original va desaparéixer en el segle xix i fou substituït per l'actual. En l'actualitat s'usa per a recepcions.
Un extrem del saló fou reservat per a la capella, element comú a les cases nobles. La capella està separada de la resta de la sala per un reixat de ferro i unes cortines. La primitiva capella constava d'un altar començat el 1514. Aquest estava decorat amb l'emblema de la Generalitat (sant Jordi, la Mare de Déu i l'Àngel Custodi), més figures de profetes i serafins, i és un exemple del primer Renaixement a València. Però no va durar; a principi del segle xvii fou subhastat i s'encarregà un retaule nou. Aquest es deu a Joan Sarinyena pel que fa a la pintura, i l'estructura fou tallada per Jaume de Fontestad. Està compost per tres cossos: la part central l'ocupa la Mare de Déu entronitzada amb el xiquet, flanquejada a l'esquerra per sant Jordi llancejant el drac, i a la dreta per l'Àngel Custodi, que empunya els símbols de la Corona. A la predel·la, hi són representades escenes de la vida de Maria: d'esquerra a dreta, l'Anunciació, l'Adoració dels pastors i l'aparició de sant Bernat. A l'àtic, hi ha una representació de la Trinitat.
Altres sales d'aquest pis són l'anomenada Sala del Fumeral i la Sala de Calixt III.

### Sala de Corts o Nova (1540-1593)

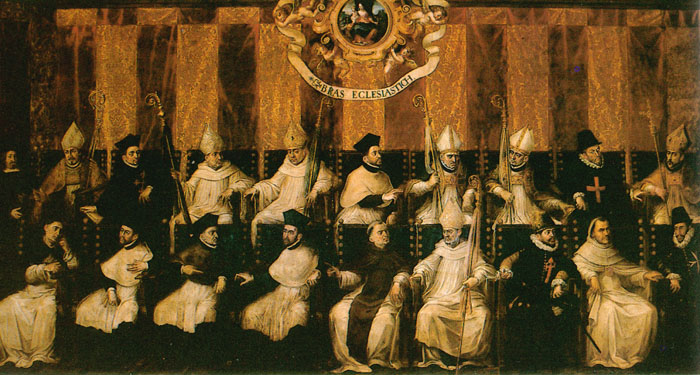
Braç eclesiàstic, pintat per Vicent Requena, en la sala Nova

És la sala més important de tot el palau. En deu el nom, erròniament, a una interpretació equívoca de les pintures, en què apareixen diputats electes de la Generalitat, que assumien la representació del regne i que es reunien entre convocatòries de Corts; però, la veritat és que cap sessió de Corts amb presència del rei, mai no va tindre lloc en aquesta sala.
Els diputats, a més d'ampliar l'edifici amb un sala nova, pretenien convertir-lo en seu de les seues sessions, per la qual cosa van encarregar, de nou, el teginat al mestre Genís Llinares (1540-1542) que, a la seua mort, van continuar els seus fills Pere Martí Llinares i, finalment, va concloure el 1566 el fuster i arquitecte Gaspar Gregori. Aquest teginat està inspirat en la Sala del Tron del Palau de l'Aljaferia de Saragossa.
Genís Llinares va preparar vint-i-un cassetons amb la mateixa estructura que els de la sala Daurada Gran, però sense policromar en or, la qual cosa no fou obstacle per a aconseguir-hi una ornamentació magnífica.
La galeria correguda o tribuna que serveix de suport al teginat li fa la volta a tota la sala. S'aguanta sobre sòlides mènsules, adornades individualment amb motius humans, vegetals i mitològics. El punt central de cada un dels costats de la sala està reservat per a l'emblema de la Generalitat.
El sòcol és de taulells de Manises i Paterna (1568-1576), seguint les pautes que marcaven les ceràmiques de Sevilla i Talavera, amb motius ornamentals sobre blancs, blaus, grocs i ocres suaus.
Les pintures de la sala representen una sessió o sitiada de les Corts, amb assistència dels representants dels tres estaments. El 1591, els diputats encarreguen l'obra a diversos pintors. Joan Sarinyena pinta en el mur del carrer de Batlia sis diputats, dos per cada estament, assistits pels oficials de la institució, sobre un tapís quadribarrat, amb els escuts de la Generalitat. El quadre és d'un realisme aclaparador.
Vicent Requena pintà l'estament eclesiàstic a la dreta del llenç de Sarinyena. Segut cadascú en el seu setial, amb els vestits propis de la seua representació, mitres i bàculs, davall d'una Mare de Déu amb el xiquet sostingut per àngels de què cau el filacteri que diu Braç eclesiàstic, i sobre un fons quadribarrat.
En el mur dels jardins de la Generalitat, l'italià Francesco Pozzo va pintar els nombrosos representants de l'estament militar, la qual cosa va obligar a situar-los en quatre files i a augmentar-ne la profunditat. Igual que els anteriors, manté el fons quadribarrat i situa en el centre superior un sant Jordi amb el filacteri Braç militar.
El filacteri amb el Braç de les ciutats i viles reials del Regne el pintà Vicent Mestre, amb el símbol corresponent de l'Àngel Custodi, i els tretze representants de les viles reials del regne, ço és: Xàtiva, Oriola, Alacant, Morella, Alzira, Castelló, Vila-real, Ontinyent, Alcoi, Onda, Carcaixent, Callosa i Guardamar.